# Кара-Ункюр (Нарынская область)
Кара-Ункюр (кирг. Кара-Үңкүр) — село в Нарынском районе Нарынской области Кыргызстана. Входит в состав Казан-Куйганского айылного аймака.

## География
Село расположено в центральной части области, в высокогорной зоне, на берегах реки Кара-Ункюр (бассейн реки Нарын), на расстоянии приблизительно 40 километров (по прямой) к северо-западу от города Нарын, административного центра области и района. Абсолютная высота — 2585 метров над уровнем моря.

## Население
Согласно оценочным данным Национального статистического комитета Кыргызской Республики, численность населения села на начало 2023 года составляла 57 человек.
| год     | 2009 | 2014 | 2015 | 2020 | 2021 | 2023 |
| ------- | ---- | ---- | ---- | ---- | ---- | ---- |
| человек | 82   | 65   | 69   | 57   | 57   | 57   |